# Code Name: S.T.E.A.M.
Code Name: S.T.E.A.M., conosciuto in Giappone con il sottotitolo  Lincoln vs. Aliens (リンカーン VS エイリアン?, Rinkan Basasu Eirian), è un videogioco strategico a turni sviluppato da Intelligent Systems e pubblicato da Nintendo per il Nintendo 3DS nel 2015.

## Trama
La storia si apre in una versione steampunk di Londra nel giorno dell'apertura del nuovo ponte, lo Steamgate. Henry Fleming sta andando al posto di sicurezza presso l'ambasciata americana, quando improvvisamente la città viene attaccata da un nemico sconosciuto. Riesce a fuggire e incontrarsi con il suo vecchio amico John Henry. I due sono poi tratti in salvo da un dirigibile chiamato Lady Liberty, capitanata dal presidente Abraham Lincoln. Egli spiega che la città è sotto attacco da parte di alieni e i due soldati entreranno a far parte della forza di attacco chiamata S.T.E.A.M. (acronimo di Strike Team Eliminating the Alien Menace).
Dopo aver salvato la Regina Vittoria con l'aiuto di Leone, Tiger Lily e Tom Sawyer, i soldati sono infine costretti a lasciare l'Inghilterra al suo destino e rifugiarsi in America.
Vengono attaccati da un mostro gigantesco che viene sconfitto da Lincoln stesso nel suo robot gigante personale, l'ABE (Anthropomorphized Battle Engine). Arrivati a Boston aiutane le forze dell'ordine per fermare gli alieni lì e s'incontrano con Queequeg. Poi ricevono una chiamata di soccorso dal professor Randolph Carter dal Miskatonic University, esperto della STEAM sull'occulto. Nel mentre incontrano anche Spaventapasseri. l'amico di Leone e insieme riescono ad evacuare l'università con Carter al seguito. Tuttavia, prima di poter salire sul Lady Liberty, le note di Carter sono prese da una creatura misteriosa chiamata Starface che poi lascia la scena.
Carter dice a Lincoln che gli alieni non erano lì solo per le sue ricerche, ma per il Necronomicon, che ha portato a numerose scoperte che hanno migliorato la tecnologia del collettore. È stato mantenuto a Miskatonic fino a poco tempo fa e la squadra va a prenderlo. Riescono a raggiungere la Casa Bianca, dove incontro la ladra chiamata "la Volpe" e la regina guerriera Califia. Riescono a recuperar il Necronomicon ma alla fine devono abbandonare la capitale.
Con in mano il libro, Carter conclude che la fonte della minaccia è il Grande Shugguth, una creatura che può creare soldati lasciati dagli alieni 200 milioni di anni fa per motivi sconosciuti.
La squadra decide di andare alla Monument Valley per riparare e rifornire di carburante la Lady Liberty per poi partire verso il Polo Sud, che secondo il libro è il luogo dov'è sepolto. Tuttavia, la base è sotto attacco e riescono a malapena a fuggire anche grazie all'aiuto del cyborg Tin Man, nel mentre Lincoln rimane gravemente ferito. Quando ogni speranza sembra perduta, appare una strana luce nella Lady Liberty, rivelandosi essere Dorothy Gale che prende la squadra di Oz. Arrivati nella Città di Smeraldo salvano la Regina Ozma che per aiutarli fa aggiornare dai suoi tecnici ABE che ora è in grado di perforare il ghiaccio al Polo Sud, poi dà a loro le chiavi di smeraldo in modo che possano teletrasportarsi istantaneamente tra due punti nello spazio. Tornando sulla Terra, sentono dal generale Ulysses S. Grant che metà del pianeta è stato congelato e che sono a corto di tempo.
Arrivati nel covo degli alieni riescono a confrontarsi con Starface sconfiggendolo, nel mentre Shugguth si rivela e decide di prendere l'intero pianeta. Lincoln a bordo della ABE affronta la grande bestia, ma alla fine decide di autodistruggersi ABE così per sconfiggerlo una volta per tutte ma a costo della sua stessa vita.
Con il pianeta salvato, lo S.T.E.A.M. salutano il loro capo gettando un mazzo di fiori nella voragine creata dallo scontro per poi andarsene via a bordo di vari dirigibili.
In una sequenza post-credits viene visto il cappello di Lincoln vicino ad una chiave di smeraldo, segno che può essere sopravvissuto.

## Personaggi
In tutto ci sono tredici personaggi giocabili e sono:
- Abraham Lincoln - 16º Presidente degli Stati Uniti e capo dello S.T.E.A.M. (giocabile solo quando viene usato l'ABE) - Doppiato da Will Wheaton
- Henry Fleming - protagonista de "Il segno rosso del coraggio" - Doppiato da Adam Baldwin
- John Henry - leggenda americana – Doppiato da Michael Dorn
- Leone - personaggio de "Il Mago di Oz" – Doppiato da Fred Tatasciore
- Tiger Lily - personaggio di "Peter Pan" – Doppiata da Kari Wahlgren
- Tom Sawyer - protagonista del libro con il suo nome – Doppiato da Jeremy Shada
- Queequeg - personaggio tratto da Moby Dick – Doppiato da TJ Storm
- Randolph Carter - personaggio apparso in varie opere di Lovecraft – Doppiato da James Urbaniak
- Spaventapasseri - personaggio de "Il Mago di Oz" - Doppiato da Paul Elding
- La Volpe - versione al femminile di Zorro – Doppiata da Grey DeLisie
- Califia - leggendaria regina di una tribù di sole donne - Doppiata Kimberly Brooks
- Uomo di latta - personaggio tratto da "Il Mago di Oz" – Doppiato da Andrew Kinshino
- Dorothy Gale - protagonista de "Il Mago di Oz" – Amber Hood

## Modalità di gioco
Il gioco si svolge come un gioco di strategia a turni, controllato nello stile di uno sparatutto in terza persona, simile alla serie Valkyria Chronicles. Il gameplay coinvolge una squadra di personaggi controllati dal giocatore conosciuto come "Agenti di vapore" di fronte al largo contro una squadra avversaria di invasori alieni. Entrambe le squadre a turno da manovrare e attacco, con ogni gruppo di livello su un massimo di tre ambienti arena battaglia autonomo. Per il giocatore, sia in attacco e movimento richiede l'uso di "vapore", un contatore che esaurisce ogni volta che un personaggio si muove intorno o usa loro arma, in quest'ultimo caso a seconda del tipo di arma da utilizzare.
Salvando la stessa quantità di vapore necessaria per l'arma del personaggio da utilizzare, alcuni caratteri possono eseguire "attacchi Overwatch" durante il turno dell'avversario, permettendo loro di attaccare i nemici che si aggirano nei loro luoghi con la possibilità di stordire loro per il resto del turno. Il team alieno avversario però può anche eseguire questa strategia. Inoltre, ogni personaggio ha una capacità speciale unico che può essere utilizzato una sola volta per ogni livello che non costa vapore. Prima di ogni battaglia, il giocatore seleziona fino a quattro caratteri, più si rendono disponibili nel corso della storia. Ogni personaggio ha la propria arma primaria unico adatto alle differenti stili e delle strategie di gioco, mentre una seconda sotto-arma può essere attivato in tutti i caratteri prima di ogni livello.
Nel corso di ogni livello il giocatore può raccogliere ingranaggi e medaglie. Gli ingranaggi sono più rari e nascosti in ogni livello mentre molte medaglie sono sparse in tutti loro e possono essere anche guadagnati sconfiggendo nemici, il numero aumenta se sono sconfitti con attacchi Overwatch. Tra i livelli, gli ingranaggi sono utilizzati per sbloccare "caldaie" che possono alterare le statistiche e la quantità di vapore, mentre le medaglie guadagnate possono essere utilizzate per sbloccare ulteriori sotto-armi e possono essere utilizzate in determinati punti per salvare il gioco, guarirsi, o ripristinare alleati caduti. Se il giocatore raccoglie 100.000 medaglie durante il gioco un 13 ° membro di STEAM è sbloccato. Una versione più piccola della ABE chiamato tubo della stufa (dal nome del cappello di Lincoln).
Il gioco è compatibile con la serie Super Smash Bros di figure amiibo, permettendo ai giocatori di giocare come Marth, Ike, Robin, e Lucina della serie Fire Emblem attraverso la scansione dei loro dati corrispondenti.

## Sviluppo
Il gioco segna il debutto alla regia di Paul Patrashcu, che era stato con Intelligent per 8 anni in quel punto. Come per tutte le collaborazioni esterne di Nintendo, il progetto è stato supervisionato da Nintendo Software Planning & Development sotto produttore e Nintendo-veterano Hitoshi Yamagami che supervisiona anche lo sviluppo di serie come Xenoblade Chronicles, Fire Emblem e Pokémon. Il primo passo inizia con le parole "Steampunk guerra civile", secondo la spiegazione del direttore all'E3 2014 sviluppatore tavola rotonda di Nintendo, dove il gioco è stato svelato alla stampa.
Patrashcu, che ha una predilezione personale per i giochi di strategia, e Yamagami hanno voluto fare un gioco di strategia accessibile a un gruppo più ampio di persone, che in precedenza ha trovato i giochi di strategia sgradevoli, rimuovendo alcune astrazioni che erano state stabilite nel genere. Tutti questi meccanismi si fondono insieme sotto il sistema a turni familiare di altri giochi di strategia, come proprio Fire Emblem Intelligent System o la serie Advance Wars o contemporanei come Valkyria Chronicles o XCOM.
Takao Sakai, art director del gioco, ha spiegato che lo stile artistico è stato fortemente influenzato dall'età d'argento dei fumetti, come il lavoro di Jack Kirby, nonché dalla più recente, creatore di fumetti Bruce Timm. I disegni per i personaggi alieni nemici sono stati fortemente influenzati dalle opere di HP Lovecraft.